# Dasypoda comberi
Dasypoda comberi är en biart som beskrevs av Cockerell 1911. Dasypoda comberi ingår i släktet byxbin, och familjen sommarbin. Inga underarter finns listade i Catalogue of Life.